# Baudignécourt
Baudignécourt ist eine Ortschaft und eine Commune déléguée in der französischen Gemeinde Demange-Baudignécourt mit 65 Einwohnern (Stand 1. Januar 2022) im Département Meuse in der Region Grand Est (vor 2016 Lothringen).  

## Geografie
Baudignécourt liegt etwa 32 Kilometer südöstlich von Bar-le-Duc im Süden des Départements Meuse. Die Commune déléguée besteht aus dem Ort Baudignécourt und liegt am Ornain. Weite Teile der Commune déléguée sind bewaldet. Das bedeutendste Waldgebiet ist der Bois de Baudignécourt im Westen der Commune déléguée. Nachbargemeinden waren Demange-aux-Eaux im Norden, Delouze-Rosières im Osten, Houdelaincourt im Süden und Westen sowie Saint-Joire im Nordwesten. 

## Geschichte
Der Name der heutigen Ortschaft wurde 1130 erstmals in einem Dokument bei der Gründung der Abtei von Évaux erwähnt. Eine gesicherte Namensform ist Baudignecourt in einem Dokument aus dem Jahr 1337. Im Mittelalter gehörte die Gemeinde zum Gebiet des Herzogtums Bar. Genauer zum Amt (Bailliage) Saint-Thiébaud. Mit dieser Herrschaft fiel Baudignécourt 1766 an Frankreich. Bis zur Französischen Revolution lag die Gemeinde im Grand-gouvernement de Lorraine-et-Barrois. Von 1793 bis 1801 war die Gemeinde dem Distrikt Gondrecourt zugeteilt und Teil des Kantons Demange aux Eaux, danach von 1801 bis 2015 Teil des Kantons Gondrecourt-le-Château. Seit 1801 ist Baudignécourt dem Arrondissement Commercy zugeordnet.
Die Gemeinde Baudignécourt wurde am 1. Januar 2019 mit Demange-aux-Eaux zur Commune nouvelle Demange-Baudignécourt zusammengeschlossen. Sie hat seither den Status einer Commune déléguée. Die Gemeinde Baudignécourt gehörte zum Arrondissement Commercy und zum Kanton Ligny-en-Barrois (bis 2015 zum Kanton Gondrecourt-le-Château).

### Bevölkerungsentwicklung
| Jahr                       | 1962 | 1968 | 1975 | 1982 | 1990 | 1999 | 2006 | 2015 |
| Einwohner                  | 129  | 111  | 94   | 96   | 111  | 97   | 80   | 66   |
| Quellen: Cassini und INSEE |      |      |      |      |      |      |      |      |

## Sehenswürdigkeiten
- Kirche Saint-Laurent aus dem 17. und 18. Jahrhundert
- drei Wegkreuze; zwei an der Grande Rue südlich und nördlich des Dorfs und das Croix Vincenot im Bois de Baudignécourt
- Lavoir (Waschhaus) am Südrand des Dorfs
- Gedenkplatte für die Gefallenen in der Kirche[1]